# Natomas Men's Professional Tennis Tournament 2007
Il Natomas Men's Professional Tennis Tournament 2007 è stato un torneo di tennis facente parte della categoria ATP Challenger Series nell'ambito dell'ATP Challenger Series 2007. Il torneo si è giocato a Sacramento (California) negli Stati Uniti dall'8 al 14 ottobre 2007 su campi in cemento.

## Vincitori

### Singolare
Wayne Odesnik ha battuto in finale  Lu Yen-hsun con il punteggio di 6–2, 6–3

### Doppio
Robert Kendrick /  Brian Wilson hanno battuto in finale  John-Paul Fruttero /  Sam Warburg con il punteggio di 7–5, 7–6(8)